# Contratempo (curta-metragem)
Contratempo é um filme de curta-metragem brasileiro de 2004, produzido e dirigido por Daniel Bandeira em Pernambuco. O curta de 9 minutos, captado em Digital-8,  foi apresentado no Cine PE - Festival do Audiovisual, em Abril de 2005, na categoria Experimental.
Em 2004, o curta venceu a mostra de Cinema Digital da Fundação Joaquim Nabuco.

## Enredo
Como em todas as manhãs, ele acorda e, para despertar um pouco, vai em direção à TV. Mas quando ele começa a ver o que está passando nos canais, percebe que tudo está ao contrário. As imagens estão, estranhamente, passando de trás para frente.
Sai para a rua e vê que todas as pessoas estão andando de costas. Os carros, ônibus, bicicletas. Todos fazem a mesma coisas. Parece que só ele anda no sentido normal.
Até que ele é atropelado...
É nessa hora que o filme se mostra um pouco reacionário. Enquanto ele estava "remando contra a maré", a música era tensa, angustiante. Sua expressão era angustiante.
Mas depois disso, ele começa a acompanhar o que está acontecendo, ou seja, começa andar de costas também, e passa a se sentir melhor, mais feliz. Integrado à sociedade. A música se torna mais alegre, e suas expressões são mais leves. É como se as pessoas que fazem as coisas um pouco diferente - ou às vezes ao contrário - do convencional tivessem sempre a obrigação de seguir o que se manda.